# Carlo Carafa (predikant)
Carlo Carafa, född 1561 i Mariglianella, död den 8 september 1633 i Neapel, var en italiensk predikant. Han var bror till jesuitgeneralen Vincenzo Carafa.
Carafa stiftade i Neapel ett religiöst sällskap, kallat "fromma arbetare" (pii operarii), som 1621 fick påvlig stadfästelse på sina stadgar och sedan dess verkat för själavård bland de fattigaste lagren av befolkningen. Carafa har sedermera blivit beatificerad.